# 무한도전의 달력 프로젝트
아래는 문화방송의 예능 프로그램인 《무한도전》의 달력 프로젝트 연도별 목록이다.

## 개요
《무한도전》은 2007년 12월 15일 방송분인 〈2008 달력 만들기 특집〉부터 첫 2008년 달력 프로젝트를 시작하였다. 이후에 2009년, 2010년, 2011년, 2012년 달력 프로젝트가 진행되면서 무한도전의 연중 프로젝트로 자리잡았다. 또한 달력 판매의 모든 수익은 불우이웃에게 기부된다.

## 2008년
달력 만들기 첫 해였던 2008년은 멤버들이 두 팀으로 나뉘어, 하루 동안의 녹화일정 가운데 일년치인 열두 달 사진을 모두 찍어서 팀 대결을 벌이는 형식으로 이루어졌다.

## 2009년
2009년에는 게임을 통해 사진작가를 정한다. 그리고 룰렛을 돌려서 사진을 찍는 사람이 화살을 던져 나오는 달대로 달력을 촬영한다. 누가 작가를 맡는가에 따라서 재밌고 기상천외한 달력 촬영내용을 볼 수 있다.

## 2010년
육하원칙에 따라서 ’누가’, ’어디서’, ’무엇을’에 해당하는 룰렛을 돌려 걸리는 내용대로 달력을 촬영한다. 누가에서 다 걸리거나 혼자, 혹은 두 명이 걸릴 수도 있고, ’어디서’, ’무엇을’에 해당하는 내용에 따라 기상천외한 달력 촬영내용을 볼 수 있다.

### 2010년 달력 내용
| 월   | 누가                                              | 어디서                       | 무엇을                         |
| ---- | ------------------------------------------------- | ---------------------------- | ------------------------------ |
| 1월  | 재석 · 홍철이                                     | 클럽에서                     | 부침개를 부친다                |
| 2월  | 명수 · 형돈이                                     | 바다 한가운데에서            | 오고무를 한다                  |
| 3월  | 준하 · 명수가                                     | 결혼식장에서                 | 원주민이 된다                  |
| 4월  | 형돈 · 홍철이                                     | 물 속에서                    | 격렬한 키스신을 한다           |
| 5월  | 재석 · 준하가                                     | 경마장에서                   | 겐타로스가 된다                |
| 6월  | 재석 · 명수 · 홍철이                              | 뉴욕에서                     | 비너스가 된다                  |
| 7월  | 준하 · 홍철이                                     | 번지점프대 위에서            | 레슬링을 한다                  |
| 8월  | 재석 · 길이                                       | 앙드레 김 선생님 앞에서      | 서커스를 한다                  |
| 9월  | 여섯 명 전원이                                    | 길의 첫 키스 장소에서        | 양봉을 한다                    |
| 10월 | 명수 · 길이                                       | 뉴욕 타임스퀘어에서          | 빨간 내복을 입고 사진을 찍는다 |
| 11월 | 재석 · 준하가                                     | 신병훈련소 화생방 훈련실에서 | 기습공격을 한다                |
| 12월 | 멤버 다섯 명이 (재석 · 명수 · 준하 · 형돈 · 길이) | 불구덩이 안에서              | 석고대죄를 한다                |

## 2011년

### 2011 도전! 달력모델
2011년 달력 프로젝트는 이전의 달력 프로젝트와 차별화된 서바이벌 방식으로 바뀌었으며 또한 진행 방식을 도전 슈퍼모델 방식처럼 진행된다. 멤버들은 각자 사진을 촬영하고, 심사위원들이 순위를 정한다. 해당 달의 우승자, 1위가 된 멤버는 그 달의 달력 모델이 되고, 꼴찌는 1개의 스마일 배지를 얻게 된다. 만약 2개의 스마일 배지를 받을 시 해당 멤버는 이번 해 달력 프로젝트에서 영구 하차하게 되고, 벌칙으로 누드사진을 촬영해야 된다.

#### 월별 주제 목록
| 월   | 주제                                |
| ---- | ----------------------------------- |
| 1월  | - 다시 태어난다면 무엇이 되고 싶나? |
| 2월  | - 출산 장려 포스터                  |
| 3월  | - 무지개 속 명화                    |
| 4월  | - 터프가이                          |
| 5월  | - 동물과의 교감                     |
| 6월  | - 반전(反戰)                        |
| 7월  | - 한여름 밤의 꿈                    |
| 8월  | - 마이 파트너                       |
| 9월  | - 남사당 놀이                       |
| 10월 | - 한글                              |
| 11월 | - 파파라치                          |
| 12월 | - 웃음                              |

#### 멤버별 순위 목록
| 호명순위 | 1월    | 2월    | 3월    | 4월    | 5월    | 6월                       | 7월    | 8월    | 9월    | 10월   | 11월   | 12월   |
| -------- | ------ | ------ | ------ | ------ | ------ | ------------------------- | ------ | ------ | ------ | ------ | ------ | ------ |
| 1        | 정형돈 | 박명수 | 유재석 | 노홍철 | 길     | 정준하                    | 정형돈 | 하하   | 유재석 | 정준하 | 하하   | 박명수 |
| 2        | 노홍철 | 길     | 하하   | 유재석 | 유재석 | 유재석 \| 도전과제 우승자 | 유재석 | 유재석 | 박명수 | 박명수 | 박명수 | 유재석 |
| 3        | 정준하 | 정형돈 | 박명수 | 박명수 | 정형돈 | 박명수                    | 정준하 | 정준하 | 정형돈 | 하하   | 유재석 | 하하   |
| 4        | 유재석 | 정준하 | 노홍철 | 정형돈 | 정준하 | 정형돈                    | 박명수 | 정형돈 | 정준하 | 유재석 | 정준하 |        |
| 5        | 박명수 | 노홍철 | 정준하 | 하하   | 노홍철 | 길                        | 노홍철 | 박명수 | 하하   | 정형돈 |        |        |
| 6        | 길     | 유재석 | 길     | 길     | 하하   | 하하                      | 하하   | 노홍철 |        |        |        |        |
| 7        |        |        | 정형돈 | 정준하 | 박명수 | 노홍철                    | 길     |        |        |        |        |        |

비고

모든 달력 표지는 심사위원들의 심사를 통해 순위가 결정된다.
- 해당 달의 우승자는 해당 달의 달력 표지 모델이 된다.
- 하하는 3월 달부터 달력 촬영에 임했다.
- 6월 달과 8월 달의 2위는 두 명이다. 6월 달에는 유재석과 박명수, 8월 달에는 유재석과 정준하이다.
- 6월 달 촬영에서는 도전과제가 있었다. 유재석과 노홍철의 승리로 추가 촬영 컷을 얻었다.
- 해당 달의 최하위자는 경고 1회를 받는다. 경고 1회를 획득하고 최하위를 할 시에는 달력 프로젝트에서 영구 하차 및 누드모델이 된다.

    최종 우승자
    최종 2위
    6월 공동 2위
     8월 공동 2위
    도전과제 우승자 & 최하위자
    최하위자
    탈락자

## 2012년
2008년처럼 비슷하다. 맴버들이 3팀으로 나뉘어, 장소를 정하고 자신에게 주워진 옷만 입어서 하루안에 촬영을 진행했다.
다만, 장소 결정 방식은, 2009년 하고 2010년처럼 비슷하게 해서, 해당 촬영전 먼저 양궁 돌림판 으로 통해 장소를 먼저 정했다.
서로의 파파라치가 되어 사진일기 쓰는 식으로 해서 콘셉트는 친구와 떠나는 여행으로 진행 되었다.
또한 무한도전 최초로 해당 날짜에 촬영한 사진들만 사용을 하지 않고, 멤버들이 2011년동안 촬영된 사진들 하고 포함되어있다.
이후로 멤버들이 일부 달력들을 국내로 직접 배달을 했다.
무한도전 멤버들 하고 제작진들이 직접 따로 달력 촬영 해서 만드는 특집은 2012년을 마지막으로 막을 냈지만, 2012년에 2013년 달력들을 해외를 포함해서 한번더 멤버들이 직접 배달했고, 무한도전 달력 만들기는 무한도전 종영 되기 전까지 계속 되었다.

## 같이 보기
- 무한도전